# Aspidelaps
Genre
Aspidelaps est un genre de serpents de la famille des Elapidae.

## Répartition
Les espèces de ce genre se rencontrent en Afrique australe.

## Description
Ce sont des serpents venimeux.

## Liste des espèces
Selon The Reptile Database (7 août 2011) :
- Aspidelaps lubricus (Laurenti, 1768)
- Aspidelaps scutatus (Smith, 1849)

## Publication originale
- Fitzinger, 1843 : Systema Reptilium, fasciculus primus, Amblyglossae. Braumüller et Seidel, Wien, p. 1-106 (texte intégral).